# Stringimi più forte
Stringimi più forte è un singolo della cantautrice italiana Giordana Angi, pubblicato il 26 agosto 2019.

## Video musicale
Il videoclip, diretto da Priscilla Santinelli, è stato reso disponibile il 21 settembre 2019 sul canale YouTube dell'artista.

## Tracce
1. Stringimi più forte – 3:39

## Classifiche
| Classifica (2019) | Posizione massima |
| ----------------- | ----------------- |
| Italia            | 58                |